# Au fil des mots
Au Fil des mots, d'abord intitulée Au Field de la nuit puis Au Fil de la nuit, est une émission produite par la société Editel, dirigée par Anne Barrère, et diffusée d'abord sur TF1, puis NT1 et LCI, du 7 octobre 2008 au 24 avril 2017. Succédant à Vol de nuit de Patrick Poivre d'Arvor, elle est consacrée aux livres et à la littérature. Une équipe de chroniqueurs composée de Salomé Lelouch (théâtre), Jessica Nelson (littérature) et Sophie Soulignac (cinéma) entoure Michel Field. La précédente équipe était composée de Wendy Bouchard, Guillaume Pfister et Pierre de Vilno.
Présentée initialement par Michel Field de sa création en octobre 2008 jusqu'à l'été 2015, date à laquelle il quitte TF1 pour prendre part à la nouvelle direction de France Télévisions, l'émission est ensuite animée par Christophe Ono-dit-Biot à partir de septembre 2015. Au Field de la nuit devient alors Au Fil de la nuit.
À partir de septembre 2016, l'émission change à nouveau de titre pour devenir Au Fil des mots et est diffusée dans un premier temps sur LCI avant d'être rediffusée ensuite sur TF1 (soit l'inverse d'auparavant[pas clair]). L'émission est arrêtée l'année suivante.
L'émission a notamment initié plusieurs expériences d'écriture collaboratives et interactives : le roman Connexions en 2011, et la pièce de théâtre Le Bruit des autres en 2012.

## Chroniques de l'émission
- Un Blog : C'est la chronique web du magazine.
- La Polémique de la semaine : Elle revient sur les moments forts de l'actualité.
- Chez mon libraire ou dans ma bibliothèque : La chronique « Confidences d'auteurs ». Un auteur parle de ses coups de cœur.
- Le feuilleton du Prix Goncourt des lycéens : Des lycéens ouvrent les portes de leurs coups de cœur ou du livre qu'ils étudient en cours avec leur professeur.

## Audiences
| Chaîne | Date de diffusion                        | Invités | Audience moyenne          | Audience moyenne | Références |
| Chaîne | Date de diffusion                        | Invités | Nombre de téléspectateurs | PDM              | Références |
| ------ | ---------------------------------------- | --- | ------------------------- | ---------------- | ---------- |
| TF1    | Mardi 7 octobre 2008 (première émission) | David Foenkinos, Michel Leeb, Bernard Werber, Laurent Gaudé, Valentine Goby                                         | 300 000                   | 7,4 %            | ,          |
| TF1    | Lundi 23 novembre 2009                   | Jean-Louis Etienne, René Pétillon, Adolfo Kaminsky, Édouard Molinaro, Laurent Chalumeau                             | 494 000                   | 22 %             | [ 8 ]      |
| TF1    | Mardi 8 février 2010                     | Bernard-Henri Lévy, Lilian Thuram, Louis-Henri de La Rochefoucauld, Manu Payet, Jean-Claude Carrière, Bernard Murat | 594 000                   | 26,9 %           | [ 9 ]      |
| TF1    | Mardi 9 novembre 2010                    | Pierre Richard, Christophe Duthuron, Philippe Geluck, Saphia Azzeddine et Cynthia Fleury                            | 500 000                   | 21,5 %           | [ 10 ]     |
| TF1    | Mardi 16 novembre 2010                   | Charles Aznavour, André Perlstein, Denis Jeambar, Zabou Breitman, Didier Barbelivien, David Foenkinos               | 536 000                   | NC               | [ 11 ]     |
| TF1    | Lundi 30 mai 2011                        | Joann Sfar, Jean-Christophe Rufin, Léa Drucker, Marc Lévy et Franck Evrard                                          | 500 000                   | 22 %             | [ 12 ]     |
| TF1    | Lundi 14 novembre 2011                   | Arthur Dreyfus, Jean Rolin, Nicolas Bedos, Matthieu Chédid, Guillaume Gallienne et Laurent Baffie                   | 500 000                   | 24 %             | [ 13 ]     |

Légende :
- Le plus haut chiffre d'audience